# PPP1R27
PPP1R27‏ (Protein phosphatase 1 regulatory subunit 27) هوَ بروتين يُشَفر بواسطة جين PPP1R27 في الإنسان.

## الوظيفة
- المعلومات عنه لا تزال قليلة نسبيًا مقارنةً بوحدات فرعية تنظيمية أخرى من عائلة PP1R، لكن يُعتقد أنه يساهم في:
  - توجيه إنزيم PP1 إلى أهداف بروتينية محددة داخل الخلية.
  - تنظيم إزالة الفوسفات من بروتينات معينة تشارك في:
    - الإشارات الخلوية (cell signaling)
    - دورة الخلية (cell cycle)
    - استجابة الخلية للإجهاد (cell stress response)

PP1 نفسه عنصر أساسي في تنظيم آلاف المسارات الحيوية داخل الخلايا، ما يجعل الوحدات التنظيمية المرتبطة به — مثل PPP1R27 — ذات أهمية محتملة.
| العنصر                      | التفاصيل                                    |
| --------------------------- | ------------------------------------------- |
| 🧬 الاسم الكامل             | Protein Phosphatase 1 Regulatory Subunit 27 |
| 🧭 الوظيفة المحتملة         | تنظيم نشاط إنزيم PP1 داخل الخلايا           |
| 🧪 الأهمية السريرية         | غير مؤكدة بعد، لكن يجري دراستها             |
| ⚠️ الاستخدام السريري الحالي | لا يوجد                                     |
| 🔬 مجالات البحث             | السرطان، التنظيم الخلوي، الاستجابات الخلوية |

## الأهمية السريرية
حتى الآن، لا توجد دراسات سريرية واسعة أو مؤكدة تربط PPP1R27 مباشرةً بأمراض محددة أو استخدامات طبية، لكن هناك نقاط مهمة:

### ✅ 1. مؤشر بحثي محتمل في السرطان:
- أظهرت بعض قواعد البيانات الجينية (مثل TCGA وGeneCards) أن جين PPP1R27 قد يظهر تغيرًا في مستوى التعبير الجيني في بعض أنواع السرطان، مثل:
  - سرطان الرئة
  - سرطان الكبد
  - سرطان الدم

لكن لم تُثبت بعد علاقته السببية أو وجود طفرات ممرِضة (Pathogenic Mutations) فيه.

### ✅ 2. هدف محتمل في الأدوية المستقبلية:
- البروتينات التنظيمية للـ PP1 أصبحت هدفًا في بعض الدراسات لتطوير أدوية مضادة للسرطان أو الأعصاب.
- لذا فإن PPP1R27 قد يُدرس كهدف دوائي في المستقبل، إذا ثبت دوره في مسار محدد.